# Plebejus titania
Plebejus titania är en fjärilsart som beskrevs av Arthur Francis Hemming 1931. Plebejus titania ingår i släktet Plebejus och familjen juvelvingar. Inga underarter finns listade i Catalogue of Life.